# هاري ديفيس (لاعب كرة قدم)
هاري ديفيس (بالإنجليزية: Harry Davis)‏ (24 سبتمبر 1991 في المملكة المتحدة - ) هو لاعب كرة قدم بريطاني في مركز الدفاع. لعب مع نادي كرو ألكساندرا وNantwich Town F.C. ‏ وستافورد رينجرز وCurzon Ashton F.C. ‏.

## وصلات خارجية
- هاري ديفيس على موقع قاعدة بيانات كرة القدم.إي يو (الإنجليزية)
- هاري ديفيس على موقع Soccerbase.com (لاعب) (الإنجليزية)
- هاري ديفيس على موقع Soccerway.com (الإنجليزية)